# Walter Jost
Walter Jost (Rastatt, 25 luglio 1896 – Villadose, 24 aprile 1945) è stato un generale e scrittore tedesco della Wehrmacht durante la seconda guerra mondiale.

## Biografia
Walter Jost iniziò la sua carriera come soldato del 30º reggimento di artiglieria di Rastatt come volontario all'inizio dell'agosto del 1914 e prestò servizio poi come ufficiale durante la prima guerra mondiale. Alla fine di ottobre del 1916 fu promosso tenente nel 111º reggimento di fanteria .
Dopo la guerra venne ammesso nel Reichswehr dove lavorò sotto il comando dell'allora maggiore Edgar Röhricht presso la sala stampa del ministero della guerra. A metà ottobre del 1935 venne nominato responsabile e rimase in tale carica sino alla fine di gennaio del 1938, venendo promosso al grado di tenente colonnello a metà del 1937.
All'inizio di marzo del 1938 divenne comandante del 3º battaglione del 75º reggimento di fanteria nella 5ª divisione di fanteria e tale rimase fino al settembre del 1939. Dal febbraio del 1940 sino alla sua nomina a colonnello nell'agosto del 1940, fu al comando del 75º reggimento di fanteria e prese parte alla campagna sul fronte occidentale. Dall'ottobre del 1941 sino all'aprile del 1943 guidò 75° Jäger-Regiment. Promosso maggiore generale, Per un breve periodo fu comandante della 5ª Jäger-Division del tenente generale Karl Allmendinger durante il suo periodo di congedo nel giugno / luglio del 1942. Dopo essere stato ferito, divenne capo del dipartimento centrale dell'Oberkommando a metà del 1943 e, dall'aprile del 1944, guidò la 42^ Jäger-Divisione. In questa posizione venne promosso tenente generale alla fine del 1944. Nell'aprile del 1945 l'aereo su cui viaggiava venne abbattuto durante un attacco inglese a bassa quota.
Walter Jost fu anche un prolifico scrittore nell'ambito di trattati sulla guerra e sulla strategia militare.

## Opere
- con Friedrich Felger: Was wir vom Weltkrieg nicht wissen. Andermann, Berlin/Leipzig 1929, Auflage vom H. Fikentscher Verlag, Lipsia, 1936.
- Französische Kritik am deutschen Wehrbudget. In: Zeitschrift für Politik, Volume 21, 1932
- Frei von Versailles–Das Scheitern des Abrüstungsgedenkens. In: Jahrbuch des deutschen Heeres, 1936
- Die wehrpolitische Revolution des Nationalsozialismus. Hanseatische Verlagsanstalt, Hamburg, 1936.
- Jahrbuch des deutschen Heeres. Leipzig, 1937/38.
- Das deutsche Heer. F. Hirt, Breslau, 1939.